# Bent (pièce de théâtre)
Pour les articles homonymes, voir Bent.
Bent est une pièce de théâtre de Martin Sherman créée en 1979 au Royal Court Theatre de Londres. 

## Contexte

### Contexte historique
Au cours de la Seconde guerre mondiale et après celle-ci, les écrits homosexuels européens sont très rares : ils mettent leurs auteurs en danger en raison de la discrimination et déportation des homosexuels sous le Troisième Reich. Après la guerre, les témoignages des anciens déportés sont tout aussi rares en raison du stigmate du triangle rose et du peu de soutien politique qui est apporté à cette catégorie de prisonniers. La première œuvre dédiée au sujet ne vient qu'en 1977 avec As Time Goes By, produit par Gay Sweatshop et écrit par Noel Greig et Drew Giffiths, et la deuxième, plus connue, est Bent.

## Argument
À Berlin en 1934, Max est un homosexuel issu d'une famille riche. Un soir, il ramène chez lui un séduisant SA au grand dam de son amant Rudy. Ce soir, c'est celui de la Nuit des Longs Couteaux et le SA est assassiné par des SS conformément aux ordres d'Adolf Hitler.
Max et Rudy s'enfuient mais sont capturés au camp de concentration de Dachau.

## Film
Bent a été adaptée en film par Sean Mathias avec Clive Owen dans le rôle de Max.

## Réception
L'œuvre crée une forte controverse, notamment en Israël où des émeutes suivent sa première représentation.

## Dans la culture populaire
La pièce est jouée par un des personnages de la série The Deuce.